# Гордон, Уильям, лорд Стратнавер
Уильям Гордон (Уильям Сазерленд) (19 декабря 1683 — 13 июля 1720) — шотландский дворянин, политик и военный, известный под титулом учтивости — лорд Стратнавер с 4 марта 1703 года. В 1719 году фамилия была изменена на Сазерленд, когда его отец был признан главой клана Сазерленд.

## Ранняя жизнь

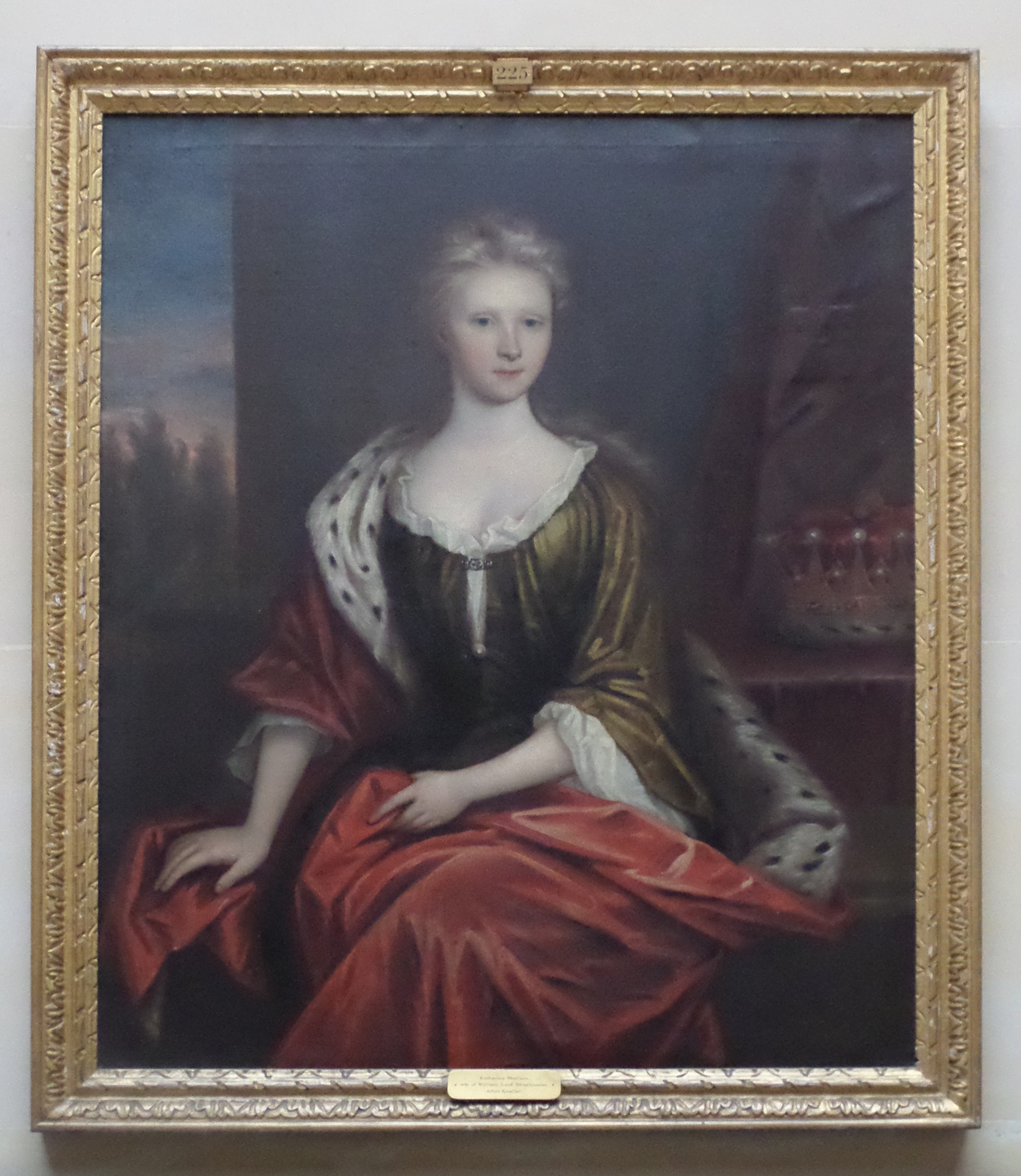
Кэтрин Морисон, жена лорда Стратнавера. Картина выставлена в замке Данробин в Сазерленде, Шотландия

Родился 19 декабря 1683 года. Лорд Стратнавер был старшим сыном Джона Гордона, 16-го графа Сазерленда (1661—1733), и его первой жены Хелен Кокрейн, дочери Уильяма Кокрейна, лорда Кокрейна. Он поступил на службу в британскую армию в 1702 году, став полковником пехотного полка. К этому времени последствия его пьянства стали очевидны. Он женился, имея 60 000 мерков, по контракту от 9 октября 1705 года, на Кэтрин Морисон (? — 21 марта 1765), дочери члена парламента Уильяма Морисона. Затем его отец возложил на него ответственность за поместье Сазерленд и, таким образом, интересы семьи на выборах.

## Парламентская карьера
Лорд Стратнавер был избран в Палату общин Великобритании на выборах 1708 года в качестве первого члена парламента от Тейн-Бергса. Его избрание, а также избрание ряда других наследников шотландских пэров было оспорено. До Акта об унии 1707 года старшие сыновья пэров не имели права быть избранными в парламент Шотландии. Для парламента Англии такого ограничения не существовало. Возник вопрос, могут ли старшие сыновья шотландских пэров быть избраны в парламент Великобритании после объединения двух государств.
После того, как Палата представителей вызвала адвоката, были зачитаны петиции и представления о выборах в письменной форме, и адвокаты выдвинули аргументы в пользу своих клиентов. После того как адвокат удалился, был сформулирован вопрос и поставлен на голосование. Предложение, за которое проголосовала Палата, состояло в том, «что старшие сыновья пэров Шотландии были способны по законам Шотландии во время Унии избирать или быть избранными в качестве уполномоченных от графств или районов в парламент Шотландии; и, следовательно, по Акту об унии могут избирать или быть избранными представлять любое графство или округ в Шотландии, чтобы заседать в Палате общин Великобритании».
3 декабря 1708 года Палата общин решила этот вопрос, поскольку в то время Палата сама оценивала правомочность своих членов, а не оставляла вопрос на усмотрение судьи, и отклонила ходатайство. Лорд Стратнавер был объявлен не имеющим права быть избранным депутатом от Тейн-Бургса и освободил это место.

## Поздняя жизнь
В октябре 1708 года лорд Стратнавер отправился со своим полком во Фландрию. Будучи старшим полковником, находившимся тогда на службе, он добивался повышения по службе у главнокомандующего, герцога Мальборо, и его отец также заступился за него. Однако ничего не произошло, и в июне 1710 года он в порыве раздражения продал чин полковника. Он оставался активным сторонником вигов и способствовал возвращению вигов-кандидатов в 1710 и 1713 годах. К 1711 году он был назначен заместителем адмирала и заместителем бейли в Сазерленде, а в 1715 году стал камергером Росса. Он принял командование полком членов клана Сазерленд и участвовал в подавлении первого якобитского восстания в 1715 году. Генерал Джордж Уэйд докладом о Хайлендсе в 1724 году, количество человек, несущих оружие «лордом Сазерлендом и Стратнавером», оценивалось в 1000 человек. За его усилия его отец получил для лорда Стратнавера пенсию в размере 500 фунтов стерлингов в год, но она не была утверждена до 1717 года, когда он получил грант в размере 1250 фунтов стерлингов из королевской награды для погашения задолженности. Стратнавер стал шерифом Инвернесса в 1718 году. В 1719 году он снова стал активным в организации сопротивления угрожающему вторжению якобитов.

## Смерть и наследие
Лорд Стратнавер заболел чахоткой в 1719 году и умер раньше своего отца 13 июля 1720 года. У него было восемь сыновей, из которых четверо выжили. Его старший сын Джон пережил его всего на несколько месяцев, а второй сын Уильям в конце концов унаследовал титул пэра. Его вдова умерла в 1765 году.